# 莫乃光
莫乃光，JP（1964年10月25日—），香港立法會前議員（資訊科技界），也是香港互聯網協會創會主席，香港資訊科技商會榮譽主席，公共專業聯盟副主席。1999年時曾被選為香港十大傑出數碼青年。2014年7月1日獲特區政府委任為太平紳士。他從事資訊科技及電訊業，同時曾在多份香港報章撰寫專欄，主要評述資訊科技發展。現居美國加州。

## 生平
莫乃光出生於香港，已婚，1970年畢業於銅鑼灣東院道聖公會幼稚園，1976年畢業於北角衛理小學，1982年畢業於香港華仁書院，其後曾於1985年及1987年於美國普度大學先後獲得電腦電機工程學士及電機工程碩士。
1994年底，莫乃光從美國矽谷回流，經朋友介紹，加入《明報》旗下屬于品海的智才企業工作。後來于品海把智才賣盤，智才獨立，他負責協助發展互聯網業務，在智才旗下創辦了香港資訊聯網有限公司（HKNet），並出任其總經理，後升為副董事總經理。該公司為香港早期互聯網供應商之一，其後，HKNet引入麥紹棠作大股東，至1999年，HKNet被日本NTT Communications併購，麥紹棠於賣盤後，分了一筆巨額獎金給他，莫乃光亦因此為人所識。未幾，莫乃光離開，由莫兆華接任HKNet董事總經理。
此段期間，他曾創辦香港互聯網供應商協會更曾擔任主席、執委等要職。莫乃光離開互聯網供應商業務後，主席亦同樣由莫兆華接任。
莫乃光曾為騰思創智有限公司的董事之一，提供給予商業應用之資訊科技及新媒體服務。於2008年起，莫乃光亦出任香港共享創意之籌備委員會成員，致力協助設立及推廣適用於香港的共享創意授權條款。

## 社會服務及公職
在社會服務方面，莫乃光身兼香港特別行政區政府多個法定機構和諮詢組織的委員，所擔任之公職範圍涵蓋資訊科技相關業界及學界、創意產業、媒體、交通及醫療服務，亦曾任政府中央政策組轄下委員會之委員。
莫乃光於近年亦活躍於社會事務及政壇，在1998年、2000年及2006年三次選舉委員會的競選中，莫乃光均在資訊科技界別當選成為委員之一。在2006年的選舉中莫乃光以支持2012年雙普選為口號與李澤楷等人組成IT20，在其界別中獲得1228票的最高票數，故成為800人的選舉委員會成員之一，並在2007年香港特別行政區行政長官選舉中參與選出2007年度的行政長官。後來，莫乃光曾伙同114名跨界別選委於3月7日舉辦行政長官選舉論壇，但遭當時候選人之一的曾蔭權以籌辦者未符廣泛代表性及獨立人士身份兩條件拒絕，事後他促進組成「跨界別專業聯盟」，稱將會以此繼續監察政府。

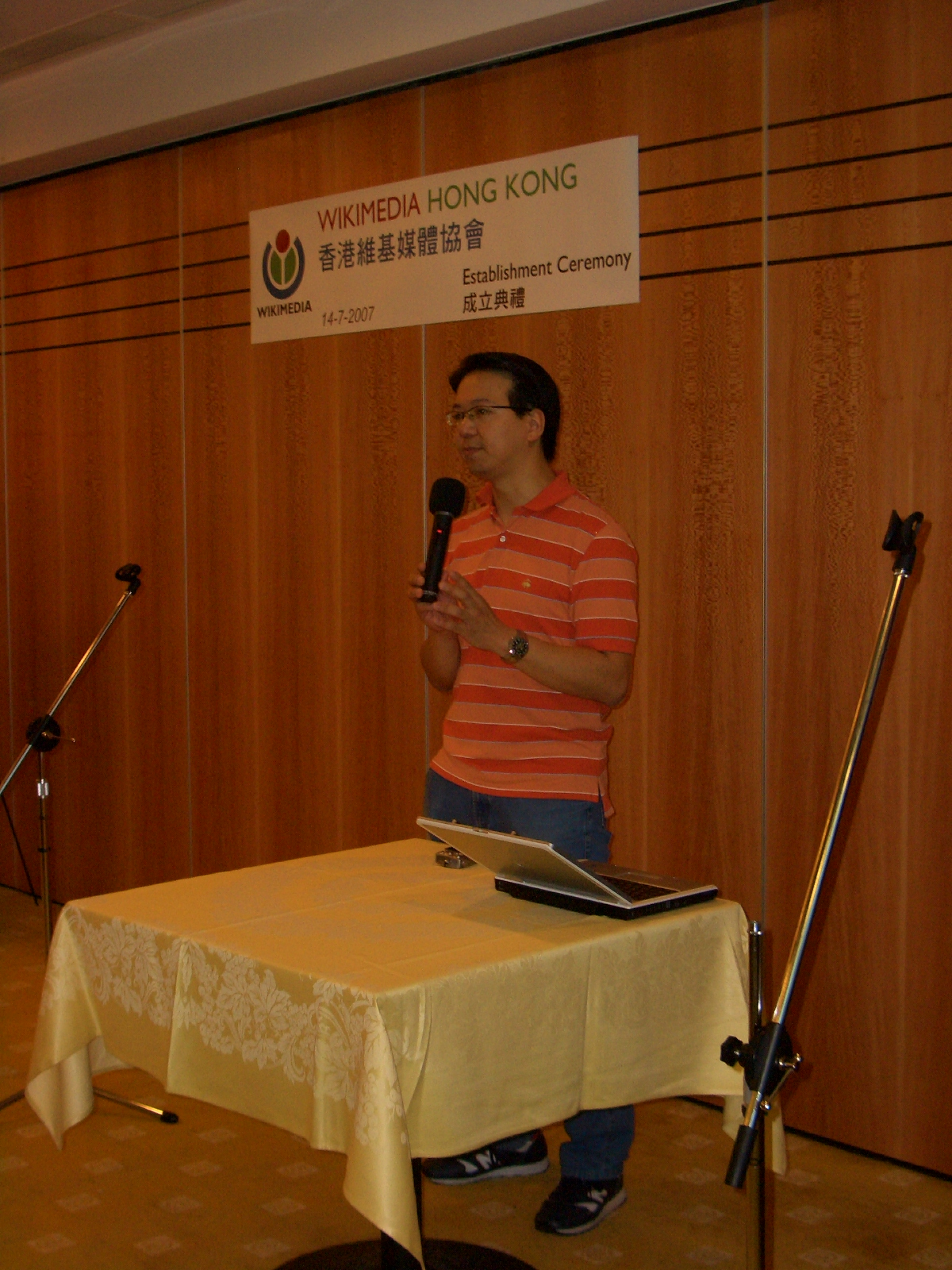
莫乃光在香港維基媒體協會成立典禮上演講

在2008年香港立法會選舉中，莫乃光參選功能組別資訊科技界，但以35票之差敗給譚偉豪。11月，莫乃光入稟高等法院，指控譚偉豪選舉宣傳超支、未有詳細申報選舉經費，要求頒布譚偉豪當選無效。高等法院原訟庭判譚偉豪勝訴。莫乃光其後向終審法院入稟挑戰《立法會條例》規定有關立法會選舉的選舉呈請以高等法院原訟庭的判決為最終裁決的合憲性，2010年12月13日終審法院裁定《立法會條例》有關條文違憲，故此該案發回高等法院上訴庭處理後再次敗訴，他考慮上訴至終審法院。
於2011年的選舉委員會競選當中，莫乃光與泛民主派的資訊科技界參選人組成 IT呼聲2012，提出落實雙普選、發展創意產業等共同政綱參選。團隊20人皆全數於是次選舉內當選，而莫乃光本人亦以1466票再次成為界別內得票最高之選委。
在2012年香港立法會選舉中，他以2828票擊敗現任資訊科技界議員譚偉豪，當選成立法會資訊科技界功能組別議員。
莫於2016年香港立法會選舉，於原界別角逐連任，但競選期間，頭條日報連續指控同屬泛民的教協於資訊科技界種票，人數達1500人。其後在明報跟進，及選舉事務處在其他傳媒查詢下，曾指僅56名教育界選民轉投IT界，頭條於8月31日仍然堅稱推算屬「嚴謹抽樣核對」，又指為報道已展開大規模核對工作。至9月2日，頭條日報宣佈收回報導，但拒絕向莫乃光及教協道歉。IT界另一名候選人楊全盛曾根據頭條日報到廉署投訴，莫乃光指責楊以失實報道「屈我種票，為左乜嘢？大家心照！」。
9月25日，宣佈聯同郭榮鏗、梁繼昌、姚松炎、葉建源及邵家臻組成專業議政，加強各專業界別在議會中的合作，捍衛專業自主，但聯盟不會綑綁政治立場，會就不同議題商討。

## 專欄及個人作品
莫乃光同時為一專欄作家，經常就財經、電腦資訊及互聯網等範疇撰文，間中亦有一些關於政治方面的觀感，近年亦有為《信報》撰寫專欄。莫乃光亦積極於出席大小論壇、講座及討論會等，並向傳媒解釋一些資訊科技及互聯網有關的議題。對於一些社會議題亦時有關注，如他曾就於保留愛丁堡廣場碼頭等社會事件表達意見。

## 個人資歷

### 商業機構
- 香港資訊聯網有限公司（HKNet Company Limited）——創辦人、副董事總經理（1994年—2000年）
- 高富系統有限公司（Halo Systems Limited）——行政總裁（2000年—2004年）
- 驣思創智有限公司（Computancy Limited）——董事（2005年—2012年）

### 公職及專業服務
- 香港互聯網協會——創會主席（2006年—）[26]
- 香港資訊科技商會——當然委員及前會長（2001年—2005年），現任名譽會長[27]
- 香港互聯網服務供應商協會——前會長（1996年—2000年）
- 第一屆、第二屆[28]及第三屆[29]選舉委員會 資訊科技界別——委員（1998年—）
- 香港電腦學會——醫療信息科技分部前主席（2007年—2011年）
- 醫院管理局——委員（2005年—2011年）[30][31]
- 數碼21策略諮詢委員會——委員（2004年—2010年）[32]
- 交通諮詢委員會——委員（2004年—2010年）[33]
- 消費者委員會——委員（2000年—2006年）[34]
- 中央政策組——經濟發展及與內地經濟合作委員會 委員（2005年—2007年）[35]

### 社會服務
- 公共專業聯盟——創會副主席，前主席 [36]
- 香港人權監察——創會成員（1995年—）[37]
- 香港社會服務聯會資訊科技業務委員會——委員（2012年—）

## 政治立場及關注議題
莫乃光為香港泛民主派一員，同時關注不同香港資訊科技界發展議題。

### 關注警察釣魚執法拘捕Uber司機
於2017年，香港警察曾經多次钓鱼执法，進行打擊Uber司機行動，並以「非法載客取酬」名義拘捕29名男女司機。其後Uber發言人直指對警方行動感到失望，Uber已備有符合本港法例要求的汽車共乘保險，保障所有車程，最高賠償金額為一億元。汽車共乘並不應是罪行，但現行的交通條例卻未能趕上這個創新科技。莫乃光質疑，若知道服務可能違法，為何投資推廣署仍引入Uber到香港，形容事件諷刺。莫又建議香港政府效法新加坡，批准私家車預約接載收取報酬，與一般的的士區分開，以免令香港的科技發展落後。

## 外部連結
- 莫乃光的個人網誌 （页面存档备份，存于）
- 莫乃光的YouTube頻道 （页面存档备份，存于）